# مونتایونه
مونتایونه (به ایتالیایی: Montaione) یک کومونه در ایتالیا است که در استان فلورانس واقع شده‌است. مونتایونه ۱۰۴٫۸ کیلومترمربع مساحت و ۳٬۶۶۷ نفر جمعیت دارد و ۳۴۲ متر بالاتر از سطح دریا واقع شده.